# Naveen Patnaik
Naveen Patnaik (ur. 16 października 1946) – indyjski polityk, premier stanowy Orisy od 2000.

## Życiorys
Urodził się w Cuttack. Jest synem Biju Patnaika i Gyan Devi. Pochodzi z prominentnej rodziny, jego ojciec był działaczem niepodległościowym, w niepodległych Indiach dwukrotnie natomiast stał na czele rządu stanowego Orisy. Patnaik niemniej nie przejawiał ambicji politycznych. Kształcił się na stołecznym Delhi University. Następnie natomiast zajął się pisarstwem. Wiele lat spędził poza granicami kraju, głównie w Stanach Zjednoczonych.
Do Indii powrócił krótko przed śmiercią swego ojca w kwietniu 1997. Szybko zaangażował się w życie polityczne, wstępując w szeregi Janata Dal. W wyniku wyborów uzupełniających wszedł do izby niższej parlamentu federalnego. Kandydował wówczas z okręgu uprzednio reprezentowanego przez swego ojca. W grudniu 1997 założył własną partię, Biju Janata Dal. Konflikt z Janata Dal spowodowany był decyzją tej ostatniej o nieprzyłączeniu się do ogólnoindyjskiej koalicji pod auspicjami Indyjskiej Partii Ludowej (BJP). Patnaik uzyskał kolejno reelekcję parlamentarną w 1998 oraz w 1999. W 1998 został mianowany federalnym ministrem odpowiadającym za górnictwo. Funkcję tę pełnił do 2000.
Patnaik znany jest niemniej przede wszystkim ze swojej roli w polityce stanowej. W 2000 Biju Janata Dal w koalicji z BJP zdobyła zdecydowaną większość w Zgromadzeniu Ustawodawczym Orisy. Polityk zdecydował się powrócić do rodzinnego stanu i 5 marca 2000 został zaprzysiężony jako jego premier. Początkowo postrzegany był przede wszystkim jako polityczny spadkobierca swego ojca, szybko jednak zdobył uznanie jako sprawny administrator, jak również przywódca walczący z korupcją. Podjął kroki mające poprawić sytuację najuboższych mieszkańców, wprowadził między innymi programy społeczne umożliwiające zakup subsydiowanego ryżu za jedną rupię za kilogram czy też całego posiłku za pięć rupii. Krytykowany był jednak za tolerowanie przestępczych działań niektórych spółek górniczych obecnych w bogatej w surowce Orisy.
Stopniowo całkowicie zdominował scenę polityczną swego rodzinnego stanu. Utrzymał stanowisko premiera po wyborach z 2004, 2009, 2014 i 2019. Znany jest z dokonywania częstych przetasowań w kierowanych przez siebie gabinetach, tak by żaden z podległych mu ministrów nie zdołał zdobyć zbyt dużych wpływów. Jego rządy łączone są przy tym z częstym odwoływaniem się do regionalnej tożsamości. Wpisują się tym samym w tendencje dostrzegalne w stanie przynajmniej od schyłku brytyjskich rządów kolonialnych.
Naveen Patnaik jest najdłużej urzędującym premierem w historii Orisy, jak również jednym z najdłużej urzędujących premierów stanowych w historii Indii w ogóle. Jego rządy pod tym względem można porównać jedynie z rządami Jyotiego Basu w Bengalu Zachodnim czy Pawana Kumara Chamlinga w Sikkimie.

## Zainteresowania, wizerunek publiczny oraz życie prywatne
Jest kawalerem. Jego przynależność do tradycyjnej elity indyjskiej pozwoliła mu nawiązać szereg kontaktów z postaciami tak z życia politycznego jak i tymi wiązanymi z kulturą popularną, pochodzącymi zresztą nie tylko z Indii. Współlokatorem Patnaika w internacie jednej ze szkół był na przykład Sanjay Gandhi, syn premier Indiry Gandhi. Znany jest też z przyjaźni z Mickiem Jaggerem, liderem oraz współzałożycielem rockowego zespołu The Rolling Stones. Pozostawał w przyjacielskim kontakcie również z Jacqueline Kennedy Onasis. Opublikował kilka książek, w tym A Second Paradise: Indian Courtly Life 1590–1947 (1985), A Desert Kingdom: The Rajputs of Bikaner (1990) oraz The Garden of Life: An Introduction to the Healing Plants of India (1993). Amatorsko zajmuje się także malarstwem.
Mimo regularnego odwoływania się w swojej aktywności politycznej do regionalnej tożsamości Orisy nie włada biegle dominującym w stanie językiem orija. Podczas wieców oraz innych spotkań z wyborcami odczytuje swoje przemówienia z kartki, korzystając z ich zapisu w alfabecie łacińskim. Jego kłopoty językowe stały się zarówno obiektem żartów, jak i krytyki. Niektórzy analitycy wskazują przy tym, że paradoksalnie mogą one być atutem politycznym Patnaika. Wyborcy bowiem nie utożsamiają się z nim bezpośrednio. Taki dystans ma go czynić kimś szczególnym i niezwykłym. 
Polityka otacza swoista tajemnica, będąca zresztą integralną częścią kultu jednostki, który stopniowo się wokół niego rozwinął. To, że nie ma dzieci ani żony, wzmaga powszechne przekonanie o tym, że jest wolny od korupcji. Z przeświadczeniem o uczciwości polityka harmonizuje także pełen prostoty styl bycia, którym ma się on odznaczać. Ubiera się w zwyczajne, tradycyjne stroje, jada niewiele oraz sprawia wrażenie człowieka nie zainteresowanego dobrami materialnymi. Nieodłącznym elementem starannie pielęgnowanego wizerunku Patnaika są również przywary i słabości. Wiadomo na przykład, że jest nałogowym palaczem oraz, że chętnie sięga po alkohol. Wszystkie z wymienionych tu elementów wraz z jego przynależnością do niezmiernie zamożnego rodu pozwoliły na zbudowanie wiarygodnego przekazu o żyjącym w luksusie patrycjuszu, który porzucił życie w dostatku po to tylko, by służyć zapomnianym, dyskryminowanym i ubogim.